# Marion megye (Tennessee)
Marion megye az Amerikai Egyesült Államokban, azon belül Tennessee államban található. Megyeszékhelye és legnagyobb városa Jasper. Lakosainak száma 28 837 fő (2020. április 1.). Marion megye Sequatchie, Jackson, Dade, Hamilton, Grundy és Franklin megyékkel határos.

## Népesség
A megye népességének változása:
| Lakosok száma | 28 233 | 28 080 | 28 241 | 28 374 | 28 487 | 28 837 |
|               | 2010   | 2011   | 2012   | 2013   | 2015   | 2020   |